# Hilarempis mendozana
Hilarempis mendozana är en tvåvingeart som beskrevs av Brethes 1924. Hilarempis mendozana ingår i släktet Hilarempis och familjen dansflugor. Inga underarter finns listade i Catalogue of Life.